# Рейнджлі (Мен)
Рейнджлі (англ. Rangeley) — місто (англ. town) в США, в окрузі Франклін штату Мен. Населення — 1222 особи (2020).

### Клімат
| Клімат : Рейнджлі       | Клімат : Рейнджлі | Клімат : Рейнджлі | Клімат : Рейнджлі | Клімат : Рейнджлі | Клімат : Рейнджлі | Клімат : Рейнджлі | Клімат : Рейнджлі | Клімат : Рейнджлі | Клімат : Рейнджлі | Клімат : Рейнджлі | Клімат : Рейнджлі | Клімат : Рейнджлі | Клімат : Рейнджлі |
| Показник                | Січ.              | Лют.              | Бер.              | Квіт.             | Трав.             | Черв.             | Лип.              | Серп.             | Вер.              | Жовт.             | Лист.             | Груд.             | Рік               |
| Абсолютний максимум, °C | 12,8              | 14,4              | 23,3              | 28,3              | 32,2              | 32,2              | 32,2              | 31,7              | 32,8              | 25,0              | 18,9              | 15,0              | 32,8              |
| Середній максимум, °C   | −5,7              | −4                | 1,1               | 8,3               | 16,8              | 20,8              | 23,6              | 22,9              | 19,1              | 11,0              | 4,4               | −2                | 9,7               |
| Середній мінімум, °C    | −16,5             | −15,8             | −10,9             | −3,5              | 3,6               | 8,6               | 11,4              | 10,2              | 6,4               | 0,6               | −4,7              | −11,3             | −2,8              |
| Абсолютний мінімум, °C  | −33,3             | −30,6             | −29,4             | −15,6             | −6,1              | −2,8              | 1,7               | −0,6              | −6,1              | −10,6             | −18,3             | −29,4             | −33,3             |
| Норма опадів, мм        | 57                | 50                | 69                | 75                | 88                | 121               | 108               | 96                | 99                | 108               | 77                | 82                | 1029              |
| ----------------------- | ----------------- | ----------------- | ----------------- | ----------------- | ----------------- | ----------------- | ----------------- | ----------------- | ----------------- | ----------------- | ----------------- | ----------------- | ----------------- |
| Джерело:                |                   |                   |                   |                   |                   |                   |                   |                   |                   |                   |                   |                   |                   |

## Демографія
Згідно з переписом 2010 року, у місті мешкало 1168 осіб у 575 домогосподарствах у складі 338 родин. Було 1829 помешкань
Расовий склад населення:
| - 98,4 % — білих - 0,5 % — азіатів |

До двох чи більше рас належало 0,5 %. Частка іспаномовних становила 1,0 % від усіх жителів.
За віковим діапазоном населення розподілялося таким чином: 16,2 % — особи молодші 18 років, 58,6 % — особи у віці 18—64 років, 25,2 % — особи у віці 65 років та старші. Медіана віку мешканця становила 51,4 року. На 100 осіб жіночої статі у місті припадало 103,1 чоловіків;  на 100 жінок у віці від 18 років та старших — 101,9 чоловіків також старших 18 років.
Середній дохід на одне домашнє господарство  становив 70 170 доларів США (медіана — 55 474), а середній дохід на одну сім'ю — 87 977 доларів (медіана — 76 250). Медіана доходів становила 42 900 доларів для чоловіків та 31 023 долари для жінок. За межею бідності перебувало 6,2 % осіб, у тому числі 13,5 % дітей у віці до 18 років та 5,1 % осіб у віці 65 років та старших.
Цивільне працевлаштоване населення становило 532 особи. Основні галузі зайнятості: освіта, охорона здоров'я та соціальна допомога — 21,1 %, будівництво — 16,7 %, роздрібна торгівля — 16,5 %.